# Liga Mundial de Surfe
A Liga Mundial de Surfe ou Liga Mundial de Surf (em inglês: World Surf League, WSL) é a organização que controla as competições profissionais de surfe a nível mundial. Foi fundada originalmente em 1976 pelos surfistas havaianos, Fred Hemmings e Randy Rarick.
A WSL é o novo nome da empresa ASP adquirida pela ZoSea, apoiado por Paul Speaker, Terry Hardy, e Dirk Ziff. Ela era conhecida como a Associação dos Surfistas Profissionais (ASP, Association of Surfing Professionals), de 1983 a 2014. No início da temporada 2015, a ASP mudou para o seu nome atual.

## Igualdade salarial para atletas em 2019
Em 5 de setembro de 2018, a World Surf League anunciou pagamento igual para todos os eventos femininos e masculinos da WSL. A CEO Sophie Goldschmidt disse: "Este é um grande passo à frente em nossa estratégia há muito planejada para elevar o surf feminino e estamos entusiasmados em assumir esse compromisso ao revelar nossa nova programação de 2019...". O anúncio gerou uma conversa sobre remuneração igual para atletas profissionais e o mundo elogiou a WSL por liderar o caminho. A 8 vezes campeã mundial de surfe Stephanie Gilmore disse a respeito: "Espero que isso sirva de modelo para outros esportes, organizações globais e para a sociedade como um todo. Minhas colegas atletas e eu estamos honrados pela confiança em nós e inspirados a recompensar esta decisão com sempre níveis mais elevados de surf.".

## Regras

### Pontuação[13]
Nas competições os surfistas são julgados em uma escala de 0.1 até 10.0. Essas pontuações são dadas em incrementos de um décimo.
A seguinte escala abaixo pode ser usada para descrever as pontuações:
- 0–1.9 = Pobre
- 2.0–3.9 = Adequado
- 4.0–5.9 = Razoável
- 6.0–7.9 = Bom
- 8.0–10.0 = Excelente

### Critérios de julgamento[13]
Os juízes dão suas notas baseados em quão prosperamente os surfistas demonstram os seguintes elementos em cada onda:
- Comprometimento e grau de dificuldade;
- Inovação e progressividade de manobras;
- Combinação de grandes manobras;
- Variedade de manobras;
- Velocidade, potência e fluidez.

É importante notar que a ênfase de certos elementos depende da localização e
das condições do local (tipo de ondulação, altura da onda, direção e intensidade do vento etc), bem como das mudanças nas condições durante o dia. Esses critérios são diferentes das competições de longboarding.

### Prioridade e Interferência
O surfista com prioridade em uma bateria tem o direito pleno de pegar qualquer onda que quiser. Outros surfistas que estejam disputando a bateria podem remar e pegar a mesma onda do surfista com prioridade, mas apenas se não interferirem no potencial de pontuação do surfista com prioridade na onda. Um surfista pode perder sua prioridade quando pega uma onda e/ou rema nela, mas perde a mesma. Se dois ou mais surfistas pegarem uma mesma onda, o primeiro surfista a chegar ao local de arrebentação terá a prioridade de surfar.
Um surfista sem prioridade numa bateria que atrapalhe o surfista com prioridade receberá uma penalidade de interferência. Na maioria dos casos, isso quer dizer que sua pontuação de bateria será calculada usando apenas sua maior nota. A exceção do Big Wave Tour, se um surfista fizer duas interferências na mesma bateria, ele será automaticamente desclassificado da mesma. Se um surfista permanecer na área de competição (onde os surfistas se posicionam para pegar as ondas) após duas interferências marcadas contra ele, terá que pagar uma multa de 1.000 dólares para a liga.

### Formato das baterias (heats)

#### Men's Championship Tour[13]
Os eventos masculinos do Championship Tour (CT) anteriores ao corte do meio da temporada consistem em trinta e seis (36) surfistas que disputam baterias em um sistema eliminatório no seguinte formato:
- O Opening Round (Rodada de Abertura) 1 é composto de doze baterias de três surfistas cada com 1º e 2º lugar avançando para as oitavas de final e 3º lugar avançando para o Elimination Round (Rodada Eliminatória).

- O Elimination Round é formato de quatro baterias de três  surfistas cada com o 1º e 2º colocados avançando para as oitavas de final e 3º colocados terminando em 33º.

- O Round of 32 (32-avos de final) é formado de dezesseis baterias de dois surfistas cada com o vencedor de cada bateria avançando para as oitavas de final e 2º lugar terminando em 17º geral.

- O Round of 16 (Oitavas de final) é formado de oito baterias de dois surfistas cada com o vencedor avançando para as quartas de final e 2º lugar terminando em 9º.

- As quartas de final, semifinais e a final são formadas de duas baterias cada com o  surfista vencedor de cada fase avançando até que o vencedor seja declarado nas finais.

Os eventos masculinos do Championship Tour (CT) após o corte do meio da temporada consistem em vinte e quatro surfistas no seguinte formato:
- O Opening Round é formado de oito baterias de três surfistas cada com 1º lugar avançando para as oitavas de final e 2º e 3º lugares avançando para o Elimination Round.

- O Elimination Round é formado de oito baterias de dois surfistas cada com o 1º lugar avançando para as oitavas de final e 2º lugar terminando em 17º geral.

- O Round of 16 (Oitavas de final) é formado de oito baterias de dois surfistas cada com o vencedor avançando para as quartas de final e 2º lugar terminando em 9º geral.

- As quartas de final, semifinais e a final são formadas de duas  baterias cada, com o surfista vencedor de cada uma avançando até que se tenha um vencedor nas finais.

#### Women's Championship Tour[13]
Eventos do Championship Tour (CT) Feminino (exceto as Finais da WSL) consistem em dezoito surfistas (antes do Mid-Season Cut) no seguinte formato:
- O Opening Round é formado de seis baterias de três surfistas cada, com o 1º e o 2º lugar avançando para a Rodada 3, com o 3º lugar avançando para o Elimination Round.

- O Elimination Round é formado de duas baterias de três surfistas cada, com o 1º e 2º lugar avançando para as oitavas de final e 2º lugar terminando em 17º geral.

- O Round of 16 (Oitavas de final) é formado de baterias de duas surfistas cada, com a vencedora avançando para as quartas de final e o 2º lugar terminando em 9º geral.

- As quartas de final, semifinais e a final são formadas de duas baterias cada, com a surfista vencedora de cada fase avançando até que uma campeã seja declarada nas finais.

Os eventos do CT Feminino (exceto as Finais da WSL) consistem em doze surfistas após o Mid-Season Cut no seguinte formato:
- O Opening Round é formado de quatro baterias de três surfistas cada com o 1º lugar avançando para as quartas de final e 2º e 3º lugar avançando para o Elimination Round.

- O Elimination Round é formado de quatro baterias de duas surfistas cada, com o 1º lugar avançando para as quartas de final e 2º lugar terminando 9º geral.

- As quartas de final, semifinais e a final são formadas de duas baterias cada, com a surfista vencedora de cada fase avançando até que seja declarada uma vencedora nas finais.

## Overlapping Heats
O sistema de baterias simultâneas (em inglês, overlapping heats) foi introduzido no circuito mundial em 2018. Uma primeira bateria de 40 minutos começa normalmente, quando o cronômetro da mesma chega aos 20 minutos, outra bateria simultânea com mais dois surfistas começa com o lineup sendo dividido entre as duas baterias. Os surfistas da bateria que está nos 20 minutos finais têm prioridade para surfar as ondas, e caso um surfista da bateria que não tenha prioridade interfira na bateria prioritária ele será penalizado. Se houver interferência deliberada de qualquer surfista com qualquer um dos surfistas na outra bateria, os juízes podem aplicar uma penalidade de interferência contra o surfista infrator, mesmo que o surfista tenha prioridade na onda.
Este sistema possibilita que se tenha mais baterias no mar em um único dia quando as condições estão boas ou favoráveis (maximizando as ondas), além disso, contribui para a redução da duração de um campeonato, dado que a direção de prova pode escolher as melhores janelas para dar prosseguimento a competição.

## Mid-Season Cut
Após finalizada a quinta etapa do Circuito Mundial em Margaret River, Austrália, é feito o "corte de meio da temporada" e o número de surfistas que continuam na disputa do título mundial é reduzido para 22 no masculino e 10 no feminino. Os classificados seguem rumo às últimas cinco etapas do campeonato, enquanto os que ficam de fora do corte são rebaixados para o Challenger Series para disputarem as etapas da segunda divisão da liga e tentarem uma vaga na elite do surfe na próxima temporada.
Há também um segundo corte na competição, que ocorre na 10ª etapa, realizada em Teahupo'o, no Taiti. Diferente da redução feita no primeiro corte, os surfistas estão garantidos na próxima temporada.
Os surfistas ranqueados nas cinco primeiras posições do ranking total de pontos do Circuito Mundial estão aptos a disputarem a WSL Finals em Lower Trestles, Califórnia, EUA.

## WSL Finals
A temporada inaugural da WSL Finals (Finais da WSL) foi a de 2021. Ela é disputada no formato mata-mata. As finais da WSL são compostas pelos cinco melhores surfistas masculinos e as cinco melhores surfistas femininas em um sistema de mata-mata no seguinte formato:
- A Rodada 1 é formada de uma bateria entre o surfista classificado em 5º lugar no ranking geral e o surfista classificado em 4º lugar, com o vencedor avançando para a Rodada 2. Na Rodada 1, o surfista que ficou em 4º lugar terá prioridade sobre o surfista que ficou em 5º lugar no início da bateria.
- A Rodada 2 é formada de uma bateria entre o vencedor da Rodada 1 e o surfista classificado em 3º lugar, com o vencedor avançando para a Rodada 3.
- A Rodada 3 é formada de uma bateria entre o vencedor da Rodada 2 e o surfista classificado em 2º lugar, com o vencedor avançando para a Rodada 4.
- A Rodada 4 é um mata-mata disputado em uma melhor de três baterias entre o vencedor da Rodada 3 e o surfista que terminou a temporada em 1º lugar no ranking geral, com o vencedor sendo coroado como Campeão Mundial.

## Federações únicas
Estão filiadas à WSL (e também à ISA) algumas entidades subnacionais que possuem suas próprias federações de surfe, isto é, são entidades de surfe independentes. Surfistas que nascem nestas entidades podem competir sob suas bandeiras, ao invés da bandeira do país na qual a entidade faz parte. Alguns exemplos de entidades subnacionais que competem separadamente na Liga Mundial de Surfe (e em competições organizadas pela ISA) são: Havaí, Polinésia Francesa/Taiti, País de Gales, País Basco e Porto Rico.

## Campeões doWSL Championship Tour
Campeões anuais do Circuito Mundial da WSL, desde 1964:
| Ano                                         | Men's Championship Tour (Homens)        | Men's Championship Tour (Homens)        | Women's Championship Tour (Mulheres)    | Women's Championship Tour (Mulheres)    |                                 |
| Ano                                         | Nome                                    | Pontos                                  | Nome                                    | Pontos                                  |                                 |
| ISF World Surfing Championships             | ISF World Surfing Championships         | ISF World Surfing Championships         | ISF World Surfing Championships         | ISF World Surfing Championships         | ISF World Surfing Championships |
| ------------------------------------------- | --------------------------------------- | --------------------------------------- | --------------------------------------- | --------------------------------------- | ------------------------------- |
| 1964 - Manly, AUS                           | Midget Farrelly (AUS)                   | –                                       | Phyllis O'Donnell (AUS)                 | –                                       |                                 |
| 1965 - Punta Rocas, Peru                    | Felipe Pomar (PER)                      | –                                       | Joyce Hoffman (USA)                     | –                                       |                                 |
| 1966 - San Diego, USA                       | Nat Young (AUS)                         | –                                       | Joyce Hoffman (USA)                     | –                                       |                                 |
| 1968 - Rincon, Puerto Rico, PR              | Fred Hemmings (USA)                     | –                                       | Margo Godfrey (USA)                     | –                                       |                                 |
| 1970 - Torquay / Lorne / Johanna, AUS       | Rolf Aurness (USA)                      | –                                       | Sharon Webber (USA)                     | –                                       |                                 |
| 1972 - San Diego, USA                       | Jimmy Blears (USA)                      | –                                       | Sharon Webber[2] (USA)                  | –                                       |                                 |
| Smirnoff World Pro-Am Surfing Championships |                                         |                                         |                                         |                                         |                                 |
| 1973                                        | Ian Cairns (AUS)                        | –                                       | –                                       | –                                       |                                 |
| 1974                                        | Reno Abellira (USA)                     | –                                       | –                                       | –                                       |                                 |
| 1975                                        | Mark Richards (AUS)                     | –                                       | –                                       | –                                       |                                 |
| IPS World Circuit                           |                                         |                                         |                                         |                                         |                                 |
| 1976                                        | Peter Townend (AUS)                     | 5,593                                   | –                                       | –                                       |                                 |
| 1977                                        | Shaun Tomson (RSA)                      | 5,948.3                                 | Margo Oberg (USA)                       | 4,850                                   |                                 |
| 1978                                        | Wayne Bartholomew (AUS)                 | 5,749.25                                | Lynne Boyer (USA)                       | 3,986.14                                |                                 |
| 1979                                        | Mark Richards [2] (AUS)                 | 6,781.14                                | Lynne Boyer [2] (USA)                   | 3,722.50                                |                                 |
| 1980                                        | Mark Richards [3] (AUS)                 | 6,890                                   | Margo Oberg [2] (USA)                   | 2,000                                   |                                 |
| 1981                                        | Mark Richards [4] (AUS)                 | 6,211.52                                | Margo Oberg [3] (USA)                   | 3,850                                   |                                 |
| 1982                                        | Mark Richards [5] (AUS)                 | 6,917                                   | Debbie Beacham (USA)                    | 3,059.14                                |                                 |
| ASP World Tour                              |                                         |                                         |                                         |                                         |                                 |
| 1983/84                                     | Tom Carroll (AUS)                       | 6,830                                   | Kim Mearig (USA)                        | 3,125                                   |                                 |
| 1984/85                                     | Tom Carroll [2] (AUS)                   | 9,460.38                                | Freida Zamba (USA)                      | 3,400                                   |                                 |
| 1985/86                                     | Tom Curren (USA)                        | 11,490                                  | Freida Zamba [2] (USA)                  | 5,320                                   |                                 |
| 1986/87                                     | Tom Curren [2] (USA)                    | 13,115                                  | Freida Zamba [3] (USA)                  | 9,230                                   |                                 |
| 1987/88                                     | Damien Hardman (AUS)                    | 13,690                                  | Wendy Botha (RSA)                       | 8,220                                   |                                 |
| 1988                                        | Barton Lynch (AUS)                      | 17,475                                  | Freida Zamba [4] (USA)                  | 7,960                                   |                                 |
| 1989                                        | Martin Potter (UK)                      | 20,665                                  | Wendy Botha [2] (AUS)                   | 14,380                                  |                                 |
| 1990                                        | Tom Curren [3] (USA)                    | 17,612                                  | Pam Burridge (AUS)                      | 14,440                                  |                                 |
| 1991                                        | Damien Hardman [2] (AUS)                | 12,854                                  | Wendy Botha [3] (AUS)                   | 7,424                                   |                                 |
| 1992                                        | Kelly Slater (USA)                      | 7,765                                   | Wendy Botha [4] (AUS)                   | 10,205                                  |                                 |
| 1993                                        | Derek Ho (HAW)                          | 5,510                                   | Pauline Menczer (AUS)                   | 7,080                                   |                                 |
| 1994                                        | Kelly Slater [2] (USA)                  | 6,660                                   | Lisa Andersen (USA)                     | 7,650                                   |                                 |
| 1995                                        | Kelly Slater [3] (USA)                  | 6,040                                   | Lisa Andersen [2] (USA)                 | 12,920                                  |                                 |
| 1996                                        | Kelly Slater [4] (USA)                  | 9,540                                   | Lisa Andersen [3] (USA)                 | 12,750                                  |                                 |
| 1997                                        | Kelly Slater [5] (USA)                  | 8,260                                   | Lisa Andersen [4] (USA)                 | 8,520                                   |                                 |
| 1998                                        | Kelly Slater [6] (USA)                  | 6,398                                   | Layne Beachley (AUS)                    | 7,920                                   |                                 |
| 1999                                        | Mark Occhilupo (AUS)                    | 7,120                                   | Layne Beachley [2] (AUS)                | 8,080                                   |                                 |
| 2000                                        | Sunny Garcia (HAW)                      | 7,270                                   | Layne Beachley [3] (AUS)                | 5,730                                   |                                 |
| 2001                                        | C. J. Hobgood (USA)                     | 3,094                                   | Layne Beachley [4] (AUS)                | 1,760                                   |                                 |
| 2002                                        | Andy Irons (HAW)                        | 8,102                                   | Layne Beachley [5] (AUS)                | 3,200                                   |                                 |
| 2003                                        | Andy Irons [2] (HAW)                    | 8,964                                   | Layne Beachley [6] (AUS)                | 3,696                                   |                                 |
| 2004                                        | Andy Irons [3] (HAW)                    | 7,824                                   | Sofia Mulanovich (PER)                  | 5,484                                   |                                 |
| 2005                                        | Kelly Slater [7] (USA)                  | 7,962                                   | Chelsea Georgeson (AUS)                 | 7,080                                   |                                 |
| 2006                                        | Kelly Slater [8] (USA)                  | 8,124                                   | Layne Beachley [7] (AUS)                | 6,374                                   |                                 |
| 2007                                        | Mick Fanning (AUS)                      | 8,136                                   | Stephanie Gilmore (AUS)                 | 6,708                                   |                                 |
| 2008                                        | Kelly Slater [9] (USA)                  | 8,042                                   | Stephanie Gilmore [2] (AUS)             | 7,188                                   |                                 |
| 2009                                        | Mick Fanning [2] (AUS)                  | 7,140                                   | Stephanie Gilmore [3] (AUS)             | 6,169                                   |                                 |
| 2010                                        | Kelly Slater [10] (USA)                 | 69,000                                  | Stephanie Gilmore [4] (AUS)             | 7,284                                   |                                 |
| 2011                                        | Kelly Slater [11] (USA)                 | 68,100                                  | Carissa Moore (HAW)                     | 55,000                                  |                                 |
| 2012                                        | Joel Parkinson (AUS)                    | 58,700                                  | Stephanie Gilmore [5] (AUS)             | 48,400                                  |                                 |
| 2013                                        | Mick Fanning [3] (AUS)                  | 54,400                                  | Carissa Moore [2] (HAW)                 | 59,500                                  |                                 |
| 2014                                        | Gabriel Medina (BRA)                    | 62,800                                  | Stephanie Gilmore [6] (AUS)             | 64,200                                  |                                 |
| WSL                                         |                                         |                                         |                                         |                                         |                                 |
| 2015                                        | Adriano de Souza (BRA)                  | 57,700                                  | Carissa Moore [3] (HAW)                 | 66,200                                  |                                 |
| 2016                                        | John John Florence (HAW)                | 59,850                                  | Tyler Wright (AUS)                      | 72,500                                  |                                 |
| 2017                                        | John John Florence [2] (HAW)            | 58,100                                  | Tyler Wright [2] (AUS)                  | 54,400                                  |                                 |
| 2018                                        | Gabriel Medina [2] (BRA)                | 62,490                                  | Stephanie Gilmore [7] (AUS)             | 61,175                                  |                                 |
| 2019                                        | Italo Ferreira (BRA)                    | 59,740                                  | Carissa Moore [4] (HAW)                 | 59,940                                  |                                 |
| 2020                                        | Cancelado devido a pandemia de COVID-19 | Cancelado devido a pandemia de COVID-19 | Cancelado devido a pandemia de COVID-19 | Cancelado devido a pandemia de COVID-19 |                                 |
| 2021                                        | Gabriel Medina [3] (BRA)                | 43,400                                  | Carissa Moore [5] (HAW)                 | 37,700                                  |                                 |
| 2022                                        | Filipe Toledo (BRA)                     | 54,690                                  | Stephanie Gilmore [8] (AUS)             | 46,370                                  |                                 |
| 2023                                        | Filipe Toledo [2] (BRA)                 | 58,300                                  | Caroline Marks (USA)                    | 59,870                                  |                                 |
| 2024                                        | John John Florence [3] (HAW)            | 49,530                                  | Caitlin Simmers (USA)                   | 52,930                                  |                                 |

## Competições (Tours) organizadas
Principal competição masculina:
- World Men's Championship Tour (MCT)[26]

Principal competição feminina:
- World Women's Championship Tour (WCT)[26]

Outras (masculinas e femininas):
- WSL Challenger Series (CS)[27]

- WSL Qualifying Series (QS)[28]
- WSL Longboard Tour (LT)[29]

- WSL Big Wave Tour (BWT)[30]
- WSL Junior Championship (JC)[31]